# GIGA real

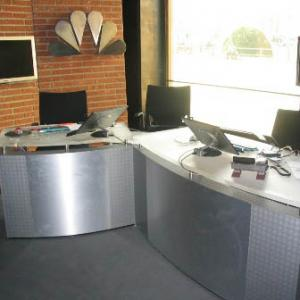
Ehemaliges Studio von GIGA real

GIGA real war eine Nachrichten-Sendung für Jugendliche, welche ihren Sendestart am 25. März 2004 hatte. Ausgestrahlt wurde die von der GIGA Produktion GmbH produzierte Sendung auf NBC Europe bzw. später auf GIGA TV.
Das Studio von GIGA real befand sich am Pariser Platz in Berlin. Dieses war so gelegen, dass der Zuschauer stets einen Blick auf das Brandenburger Tor werfen konnte. Aus dem Nebenstudio wurde später die Sendung GIGA gesendet.

## Inhalt
In der Sendung wurden Politik und Nachrichten aus der Welt anschaulich für ein junges Publikum präsentiert. Neben aktuellen Nachrichten beinhaltete jede Ausgabe von GIGA real auch einen Studiogast, dem die GIGA-Community per E-Mail, Chat oder SMS Fragen stellen konnte.
Gäste waren u. a. Guido Westerwelle, Joschka Fischer, Sabine Christiansen, Boris Becker, Claudia Roth sowie Prälat Karl Jüsten.

## Entstehung
Als Reaktion auf die Terroranschläge vom 11. September 2001 wurde der iNews-Bereich, später Update-Bereich, in der Sendung GIGA eingerichtet. Aufgrund des großen Interesses wurde dieser weiter ausgebaut, woraufhin die Polit-Talkshow GIGA Real entstand.

## Moderation
Die Sendung wurde von zwei Moderatoren geleitet. Während der Erstausstrahlung am 25. März 2004 moderierten Jochen Dominicus (2004) und Christoph Rieth (2004–2006). Spätere Moderatoren waren:
- Vanessa Dreckmann (2004)[2]
- Alexandra Tapprogge (2005–2006)[2]
- Matthias Killing (2005–2006)[2]
- Dirk Finger (2004–2006)[4]
- Hans-Georg „Hansi“ Throm (2004)[5]

## Ausstrahlung
Anfangs sendete GIGA real täglich ab 20:00 Uhr und hatte eine Dauer von dreißig Minuten. Etwa ein Jahr nach Sendestart, am 7. März 2005, wurde die Sendezeit auf 60 Minuten erweitert.
Nachdem der Sender Das Vierte Ende September 2005 auf Sendung ging, war nur die am Nachmittag ausgestrahlte Sendung GIGA frei empfangbar, alle anderen GIGA-Formate waren lediglich über Astra Digital zu sehen. Ab dem 12. Dezember 2005 wurde GIGA Real ebenfalls in das wochentägliche Programm des Senders aufgenommen, um die Sendung auch wieder Kabelnutzern zugänglich zu machen. Die Sendezeit betrug 30 Minuten mit Beginn um 15:30 Uhr. Die Ausstrahlungszeit von GIGA wurde gekürzt.
Die letzte Sendung von GIGA real wurde am 30. März 2006 ausgestrahlt. Einen Tag später erfolgte die letzte Sendung von GIGA.